# Flugplatz Karlshöfen

i7
i11
i13

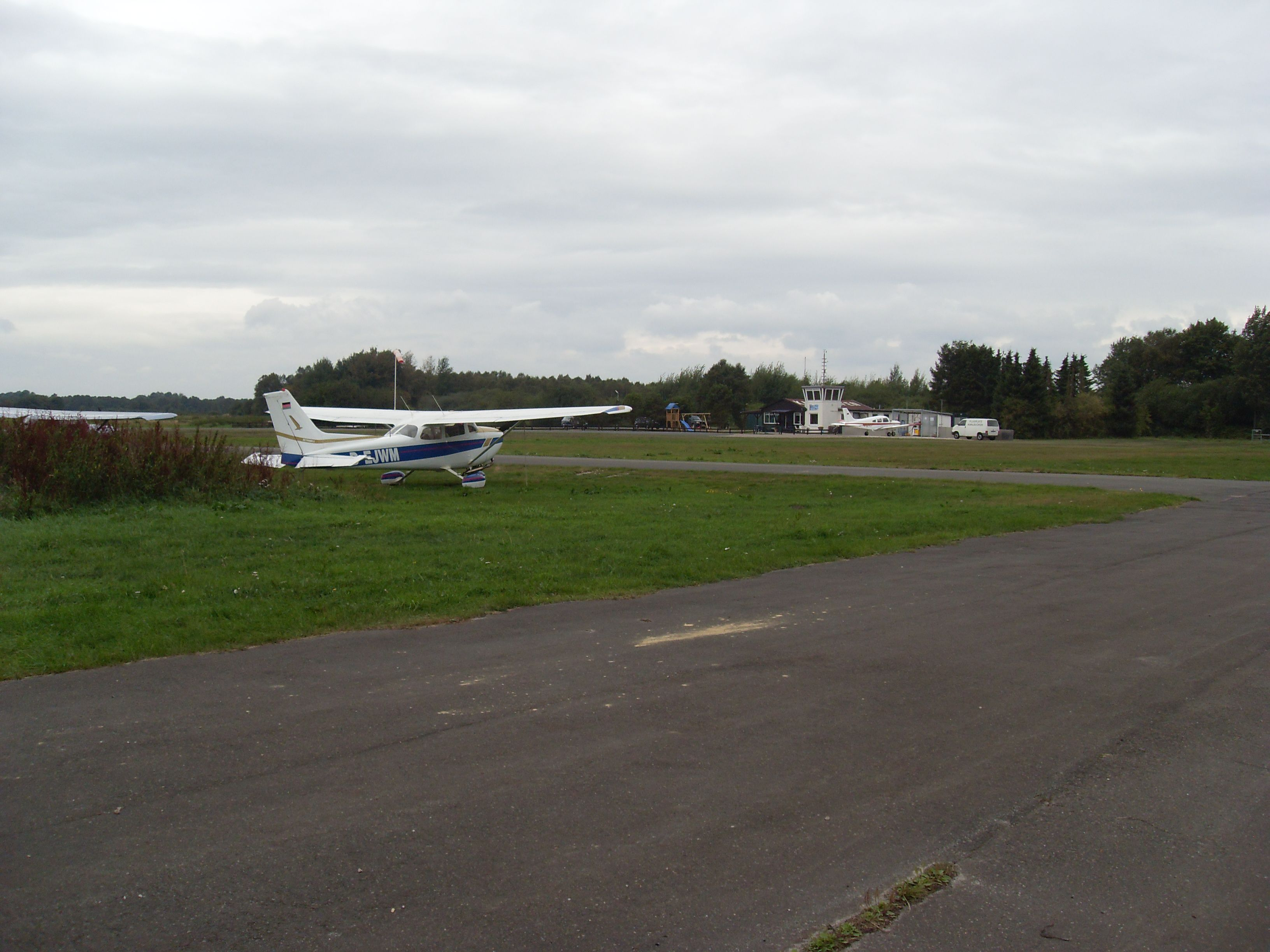
Tower und Vereinsgebäude

Der Sonderlandeplatz Karlshöfen (ICAO-Code: EDWK) liegt bei Gnarrenburg in Niedersachsen. Er ist im Privatbesitz des Bremer Geschäftsmannes Frank Mehrwald und wird durch den Aeroclub Elbe-Weser Karlshöfen e. V. genutzt.

## Geschichte
Im Zeitraum 1967/68 hat der Bremer Kaufmann Lüder Mehrwald das Gelände des heutigen Flugplatz Karlshöfen von dem Landwirt Johannes Meyer aus Karlshöfen erworben und einen Flugplatz errichtet. Lüder Mehrwald betrieb ein Im- und Export-Geschäft und verlegte mit Inbetriebnahme des Flugplatzes auch sein Büro dorthin. Er hatte zwischenzeitlich die Vertretung für Piper Kleinflugzeuge (Piper Aircraft) für Norddeutschland sowie für Bulgarien und Rumänien erhalten und konzentrierte sich zunehmend auf den Flugzeug- und Flugzeugersatzteilhandel. Da der Handel mit Flugzeugen und Ersatzteilen hierfür jedoch nicht den Erwartungen von Mehrwald entsprach, verlagerte er seine Geschäftstätigkeit nach und nach wieder auf den Im- und Export von Waren aller Art, jetzt insbesondere auf Lederbekleidung. Den Betrieb des Flugplatzes übertrug er auf den 1971 gegründeten Luftsportverein. Sein Sohn Frank Mehrwald ist heute Eigentümer des Geländes und aller Liegenschaften. Laut Besitzer Mehrwald ging die Flugtätigkeit zwischen 2004 und 2015 um rund 60 Prozent zurück.
Betrieben wurde der Flugplatz seit 1971 vom „Sportfliegerverein Karlshöfen e. V.“ Am 13. September 1975 wurde er dann in den heutigen Namen „Aeroclub Elbe-Weser Karlshöfen e. V.“ umbenannt.

## Flugbetrieb
Der Flugplatz ist zugelassen für Hubschrauber bis 5700 kg, Flugzeuge bis 2000 kg, selbststartende Motorsegler und Ultraleichtflugzeuge.
Neben dem Motorsport werden regelmäßig Fallschirmsprünge der Bundeswehr durchgeführt.

## Konflikt um Ausbau
In Karlshöfen gründete sich die „Bürgerinitiative für Wohn- und Lebensqualität auf dem Lande“, die sich gegen den Ausbau des Flugplatzes ausspricht. Nachdem Pläne bekannt wurden, dass der Flugplatz vom Eigentümer ausgebaut werden soll, formierte sich Widerstand. Offiziell geht es um die Sanierung maroder Gebäude und die Optimierung von Betriebsabläufen. Anwohner befürchteten, dass mit der von der Gemeinde betriebenen Neu-Aufstellung des Bebauungsplanes eine deutliche Ausweitung des Flugverkehrs möglich wird. Der Eigentümer Mehrwald will den Standort der Vereinsgaststätte und des Towers verlagern, möglicherweise eine Werkstatt und ein Schulungsgebäude errichten, sowie zwei weitere Hangars bauen.
Besitzer Frank Mehrwald wies in der Bremervörderner Zeitung darauf hin, dass am Flugplatz Karlshöfen im Vergleich mit anderen Plätzen „nur vergleichsweise wenig Bebauung“ überflogen werden müsse. Sein Flugplatz sei ein Teil der öffentlichen Infrastruktur und daher gemäß der Landespolitik auch förderungswürdig. Das sei so, meinte Mehrwald, auch wenn der Flugplatz privatwirtschaftlich betrieben würde.
Im Jahr 2015 wurde ein Kompromissvorschlag für den Flugplatz Karlshöfen des Bremer Planungsbüro Instara dem Gnarrenburger Bauleitplanungs- und Umweltausschusses vorgelegt. Danach soll ein neuer, 1250 Quadratmeter großer Hangar für zehn Flugzeuge, eine Werkstatt, in der zwei Maschinen gleichzeitig gewartet werden können sowie ein Vereinsgebäude mit Flugschule und Tower gebaut werden. In Diskussion steht auch eine veränderte Platzrunde, die Teile der Ortschaft Karlshöfen ausklammert. Der Eigentümer Mehrwald erhofft sich wieder steigenden Flugbetrieb dadurch. Im Jahr 2013 gab es 3063 Flugbewegungen, während 2002 noch 6451 Flüge notiert wurden. Seit 2015 hat sich die Zahl der Flugbewegungen allerdings wieder stabilisiert.
Die BI bemängelte unter anderem die Informationspolitik des Aeroclubs, da die genauen Planungen nicht öffentlich gemacht würden.
Im Jahr 2019 wurde dann der neue Hangar in Betrieb genommen und an interessierte Flugzeugeigner vermietet. 2021 wurde das neue Clubhaus eingeweiht und bezogen, das sich durch ein wesentlich größeres Raumangebot und verbesserte Sicherheit durch umfassende Einsehbarkeit des Flugbetriebs auszeichnet.